# Gentianella campestris
Gentianella campestris là một loài thực vật có hoa trong họ Long đởm. Loài này được (L.) Börner mô tả khoa học đầu tiên năm 1912.